# بحر الثلج
بحر الثلج هي لوحة زيتية للفنان الألماني كاسبر ديفيد فريدريك رسمها في الفترة من 1823 - 1824.